# Behenďacká Pastiľ
Behenďacká Pastiľ, dříve česky také Beginďacká Pastiľ, ukrajinsky Бегендяцька Пастіль, maďarsky Alsópásztély nebo Begengyátpásztély, je osada obce Roztocká Pastiľ ve velkoberezňanské vesnické komunitě, v okresu Užhorod, v Zakarpatské oblasti Ukrajiny. V roce 2025 zde žilo 206 obyvatel.

## Historie
Do uzavření Trianonské smlouvy byla ves součástí Uherska, poté byla  součástí Československa. V roce 1921 zde žilo 253 obyvatel,  z toho 1 Čechoslovák, 230 Rusínů a 21 Židů. Od 15. dubna 1939 byla obec součástí samostatného státu Karpatská Ukrajina; za několik dní pak bylo Zakarpatí obsazeno maďarskými vojsky. Od roku 1945 byla součástí Ukrajinské sovětské socialistické republiky, která byla součástí SSSR. Od roku 1991 je součástí nezávislé Ukrajiny.